# Супруга Сяо
Супруга Сяо (личное имя — Си И; 633—655) — наложница китайского императора Гао-цзуна, мать принца Ву. Супруга Сяо столкнулась с интригами наложницы У (будущая императрица У Цзэтянь).

## Молодые годы
Сяо — фамильный знак. Настоящее имя — Си И. Си И была рождена в небогатой семье, в 10 лет она осталась сиротой, воспитывать её стал старший брат. В 12 лет она попала в гарем Императора Тай-цзуна (отец Гао-цзуна), там она обучалась искусству и прописи. Позже, когда стали выбирать Наложниц в гарем принца Ли Чжи (Император Гао-цзун), уже повзрослевшую красавицу Сяо заметили. Говорили, что Сяо обладала прекрасным взглядом, который и помог сразить будущего Императора. Си И довольно быстро завладела сердцем наследного принца и вскоре стала его любимицей, кроме нее, из наложниц он никого не звал к себе. В 649 году Си и родила своего первенца — принца Ву.

## «Добродетельная наложница»
В 650 году скончался Император Тай-цзун и на престол взошел принц Ли, принявший новое имя Гао-цзун. Си И до последнего надеялась что станет Императрицей, но титул получила старшая супруга Ван. Си И же стала «Добродетельной наложницей». Супруга Сяо продолжала оставаться любимицей императора, а также родила ему еще нескольких детей. Си И страстно желала получить титул Императрицы, что усугубляло их отношения с Императрицей Ван. Между двумя женщинами началась война, за влияние на Императора. Однако в отличие от императрицы, «Добродетельная наложница» не имела поддержки в императорском совете, из-за чего ее положение оставалось шатким. Все попытки Сяо избавиться от Императрицы, терпели поражение. Такая ситуация продолжалась до 654 года, когда в императорский гарем вошла наложница У. Ещё при жизни императора Тай-цзуна, наследный принц Ли ухаживал за наложницей У. Долгое время молодой император навещал её в монастыре, и в 654 году забрал в императорский дворец. По другой версии, именно императрица Ван возвратила из монастыря наложницу У, чтобы та помогла ей избавиться от Наложницы Сяо, которая была любимицей Гао-цзуна. Совсем скоро наложница У полностью влюбит в себя Гао-цзуна и отдалит Супругу Сяо от Императора. Однако дальше служить Императрице Ван, У Цзэтянь не собиралась и между женщинами началось противостояние. Супруга Сяо поддерживала Императрицу Ван, надеясь что та сможет победить наложницу У, а затем сама «Добродетельная наложница» уничтожит ослабевшую Императрицу. Однако скандал, разразившийся в 655 году, завершил их войну. Когда у У Цзэтянь умерла дочь, она обвинила в этом императрицу Ван. Надежных данных об этом нет. По одной версии, убийство совершила императрица Ван из мести. По другой У Цзэтянь сама жестоко убила свою дочь, чтобы обвинить в этом императрицу. Скандал закончится тем, что Гао-цзун лишил императрицу Ван всех титулов и приказал ей наложить на себя руки, что она и сделала. У Цзэтянь не пожалела и Супругу Сяо, ее как и Императрицу обвинили в смерти новорожденной дочери Гао-цзуна и Наложницы У. Император лишил Супругу Сяо всех титулов и приказал ей наложить на себя руки, что ей и пришлось сделать. Сразу же после этих событий, У Цзэтянь стала императрицей и жестоко расправилась с детьми Си И.